# Gambrinus

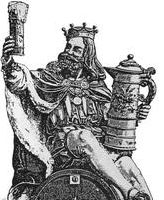
Gambrinus

Gambrinus è un leggendario re delle Fiandre, ritenuto inventore della birra.

## Storia
L'origine del personaggio viene attribuita principalmente alla figura di Giovanni senza Paura, da alcuni ritenuto inventore della birra con malto e luppolo. Altre fonti riportano che uno dei coppieri alla corte di Carlo Magno si chiamasse Gambrinus. Nel 1543, il poeta tedesco Burkart Waldis menzionò questo personaggio, spiegando che aveva appreso l'arte della birra da Iside, l'antica dea egizia della maternità e della fertilità.
Vi sono diverse ipotesi sull'etimologia del nome: potrebbe derivare dal termine latino cambarus (cellerario, addetto alle cantine) o da ganeae birrinus (colui che beve in una taverna), oppure si tratterebbe di una storpiatura del nome Jan Primus, riferito al duca Giovanni I di Brabante. Altre ipotesi farebbero, inoltre, derivare Gambrinus da un errore di trascrizione del nome "Gambrivius" o dal termine celtico camba, che indica la pentola dove viene preparata la birra.
Per via del forte legame con la bionda bevanda alcolica, il nome e la figura di Gambrinus compaiono in molte marche di birra europee e nordamericane. Tra di esse la Gambrinus, prodotta dalla birreria ceca Plzeňský Prazdroj presso la città di Plzeň, essendo lo sponsor ufficiale del campionato di calcio ceco, ha fatto sì che per ragioni pubblicitarie il torneo fosse denominato Gambrinus Liga.

## Gambrinus nella cultura
- Gambrinus, dipinto di Walther Firle.
- Caffè Gambrinus, nome di un celebre esercizio partenopeo, dedicato al personaggio.
- Compare nel romanzo Delitto e castigo di Dostoevskij come nome di una taverna.
- Simbolo della birra di origine andalusa Cruz Campo
- viene citato da Baudelaire nella raccolta "Lo Spleen di Parigi" come spirito consolatorio dei "paesi sognanti"